# Grand Prix automobile d'Algérie
Le Grand Prix automobile d'Algérie est un Grand Prix organisé à sept reprises, de 1928 à 1937, dans les départements français d'Algérie. Organisé à Staoueli et à Bouzareah, à quelques kilomètres d'Alger, l'épreuve a été déplacée, en 1930 et 1932, à Arcole (Bir El Djir), près d'Oran et portait officiellement le nom de Grand prix d'Oran.
Les Bugatti ont remporté toutes les éditions.

## Palmarès
| Année     | Vainqueur           | Écurie           | Circuit   | Résultats        |
| --------- | ------------------- | ---------------- | --------- | ---------------- |
| 1928      | Marcel Lehoux       | Bugatti Type 35C | Staoueli  | Résultats        |
| 1929      | Marcel Lehoux       | Bugatti Type 35C | Staoueli  | Résultats        |
| 1930      | Jean de Maleplane   | Bugatti Type 35C | Arcole    | Résultats (Oran) |
| 1930      | Philippe Étancelin  | Bugatti Type 35  | Staoueli  | Résultats        |
| 1931      | Non couru           | Non couru        | Non couru | Non couru        |
| 1932      | Jean-Pierre Wimille | Bugatti Type 51  | Arcole    | Résultats (Oran) |
| 1933      | Non couru           | Non couru        | Non couru | Non couru        |
| 1934      | Jean-Pierre Wimille | Bugatti Type 59  | Bouzareah | Résultats        |
| 1935-1936 | Non couru           | Non couru        | Non couru | Non couru        |
| 1937      | Jean-Pierre Wimille | Bugatti Type 59  | Staoueli  | Résultats        |

(Nota Bene: en 1928 est également disputé un Grand Prix d'Algérie Sport, remporté par Achille Boyriven; en 1930 est également disputée une course à handicap la même semaine, dite Les 8 Heures de Staouéli, remportée par la paire Étancelin / Lehoux, sur Bugatti.)

## Galerie

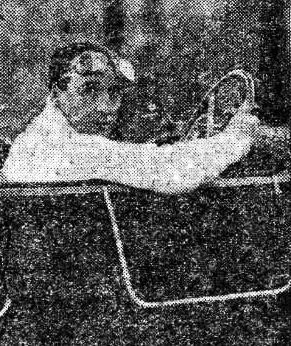
Achille Boyriven, vainqueur du Grand Prix d'Algérie Sport 1928.
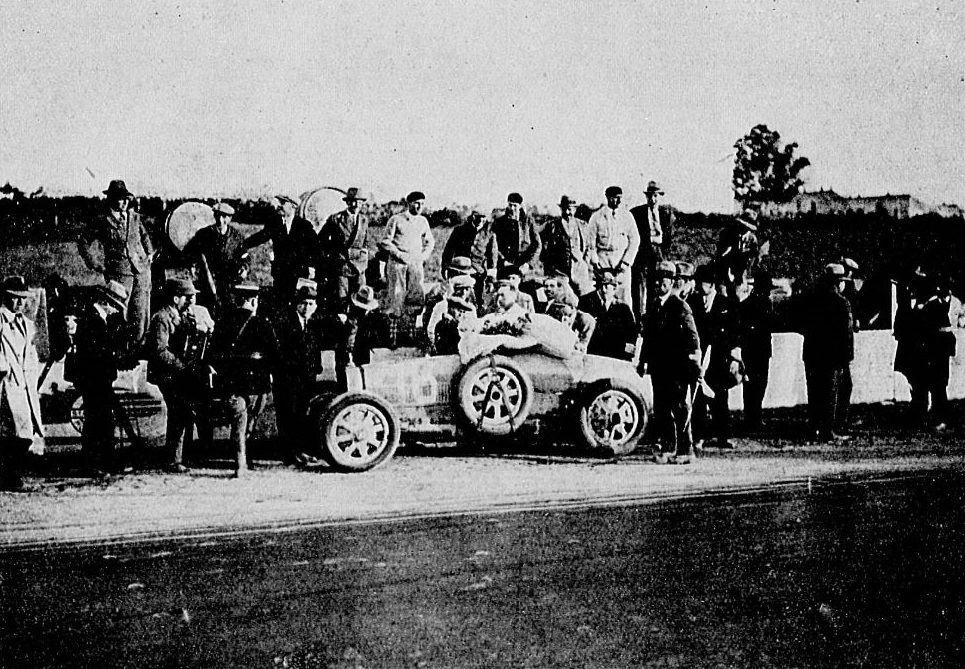
Marcel Lehoux, vainqueur du deuxième Grand Prix d'Algérie en 1929.
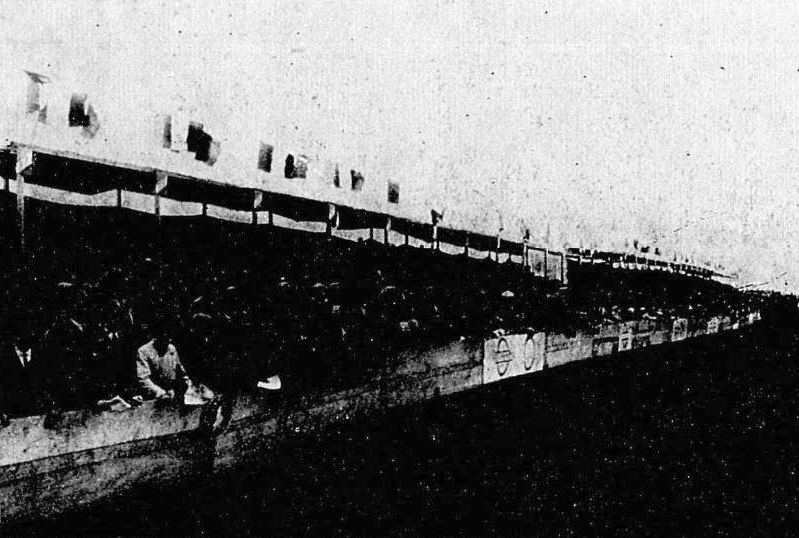
Tribune du Grand Prix d'Oranie (Algérie, 1930).
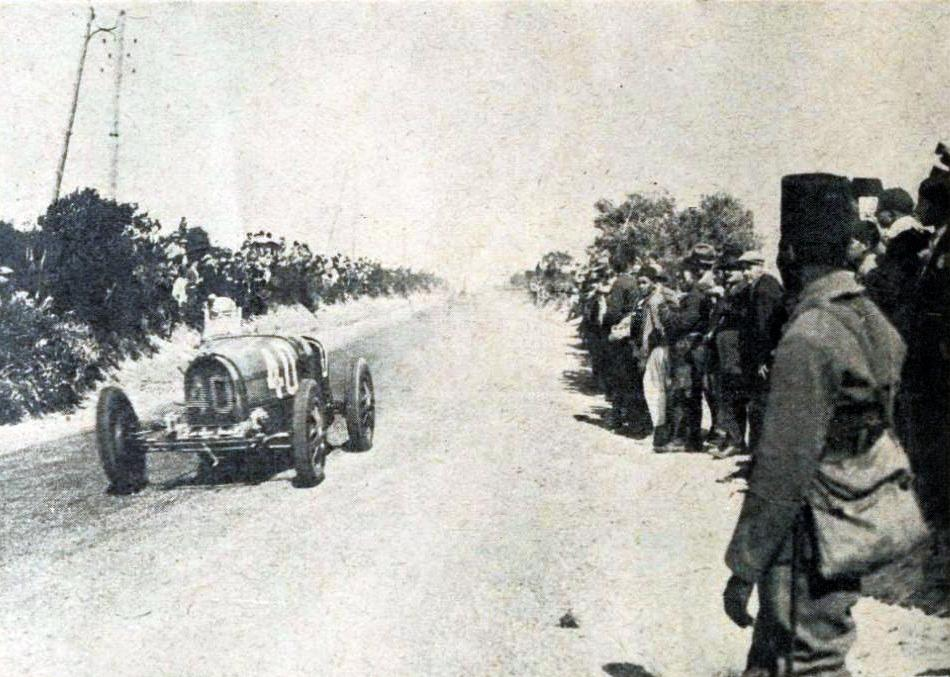
Philippe Étancelin, vainqueur du Grand Prix d'Algérie en 1930.
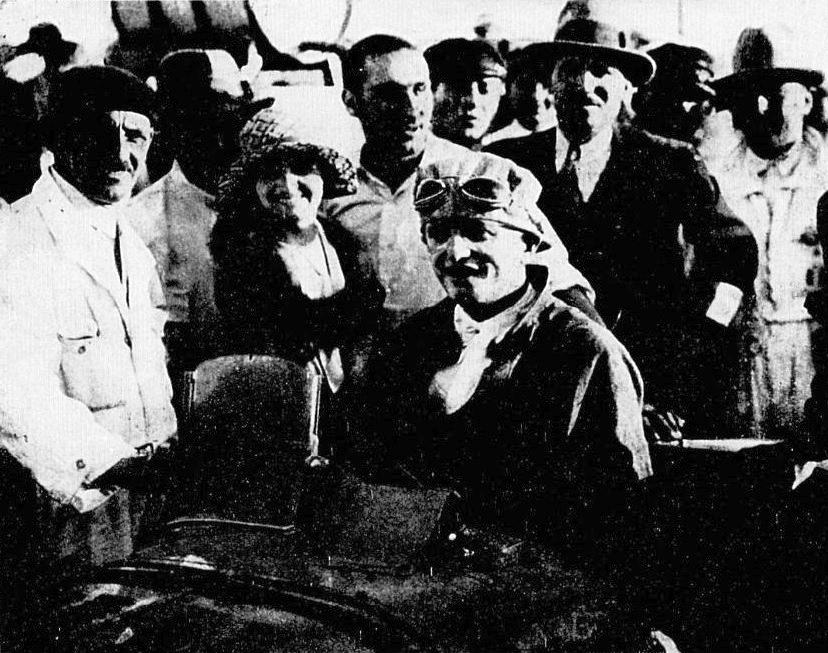
Le même pilote, la même année, après l'arrivée.
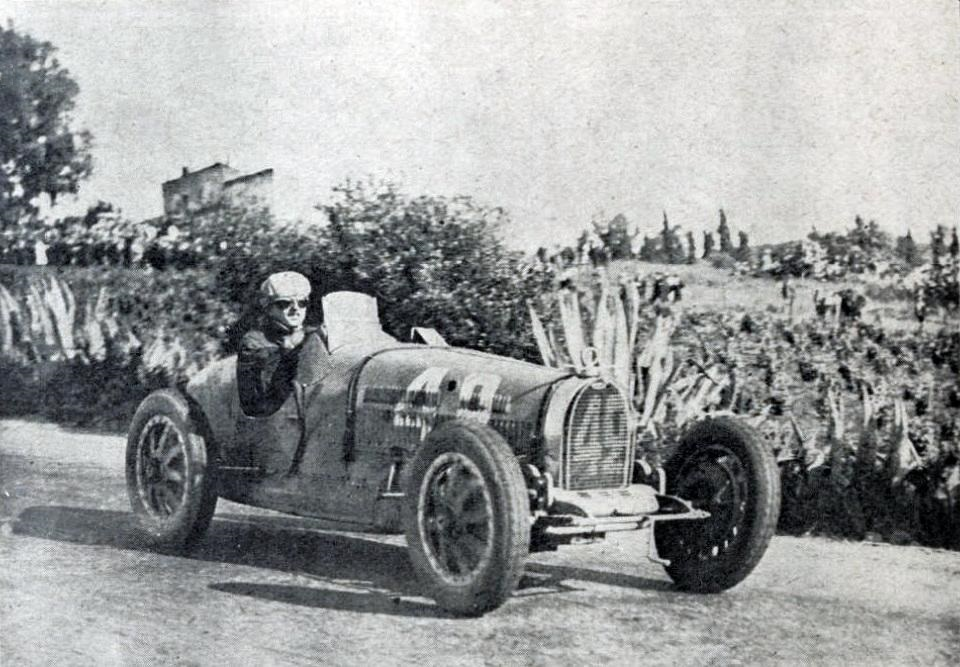
Marcel Lehoux, qui associé à Philippe Étancelin remporte les 8 Heures de Staouéli 1930, sur Bugatti (course handicap).
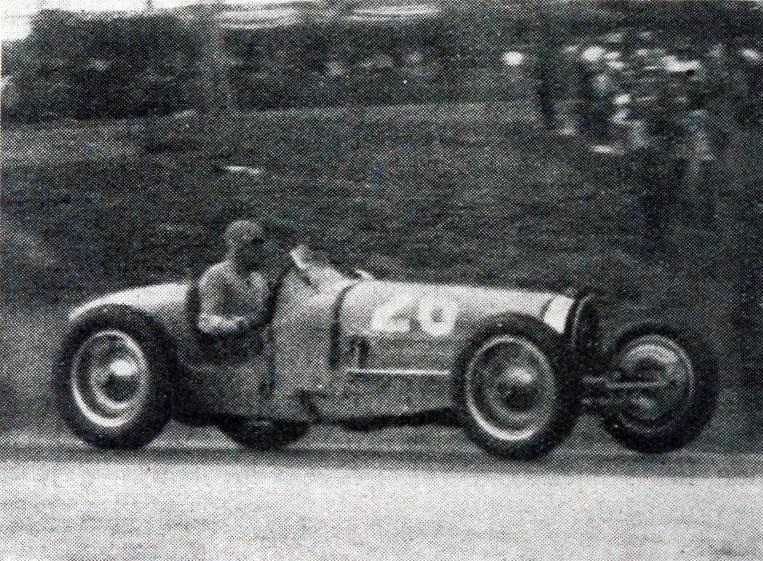
Jean-Pierre Wimille, vainqueur en 1934 à Bouzaréah.